# Melanolophia consimilaria
Melanolophia consimilaria là một loài bướm đêm trong họ Geometridae.